# مارینسکی (باشقیرستان)
مارینسکی (انگلیسی: Mariinsky, Republic of Bashkortostan) یک شهرک در شهرستان استرلیتاماکسکی استان باشقیرستان کشور روسیه است.